# Petr Hurník
Petr Hurník (22. března 1960 Ostrava – 27. dubna 2016 Brno) byl architekt a urbanista. Absolvoval Fakultu architektury VUT v Brně, kde pak řadu let vyučoval a následně učil na katedře architektury Fakulty stavební VŠB-TU v Ostravě, byl mimo jiné členem brněnské městské komise pro územní a strategické plánování.
V květnu 2014 v rámci Týdne města se architekt Hurník zúčastnil v Kavárně Trojce Masarykovy debaty na téma Ve městech by mělo být co nejméně zeleně. Téma bylo současně tvrzením, které architekt Hurník obhajoval společně s architektem Filipem Slezákem. V opozici byli Antonín Buček a Michal Krištof. Zajímavostí je, že se vítězem debaty stala strana odpůrců zeleně, tedy týmu, ve kterém seděl architekt Hurník, neboť se jim podařilo přesvědčit ke změně názoru 7 % diváků.
V dubnu 2016 ve svých 56 letech tragicky zahynul při dopravní nehodě, když jel na kole po Pekařské ulici v Brně a na úrovni domu č. 68 při objíždění stojícího vozidla jeho řidič otevřel dveře a Hurník do nich narazil. V bezvědomí byl odvezen do nemocnice, kde následně zemřel. Za dva týdny po nehodě se v jejím místě uskutečnila pietní akce Ghost bike, jejíž organizátoři umístili ke sloupu veřejného osvětlení bíle natřené kolo jako impromizovaný památník. Autorem kola byl architekt Igor Serenčko. Po pražském pomníku Jana Bouchala se stal dalším českým případem takto pojatých pomníků tragicky zesnulým cyklistům. Hurníkovi přátelé také navrhovali pojmenovat po něm ulici či některé místo v Kamenné kolonii, kde s manželkou Kamilou bydlel. Bílé kolo na Pekařské ulici bylo následně odstraněno, ale v květnu následujícího roku zastupitel Michal Doležel na Facebooku informoval o záměru městské části Brno-střed instalovat na tomto místě trvalý pomník v podobě kola umístěného ve výšce na sloupu veřejného osvětlení, které by současně tvarem připomínalo typické Hurníkovy brýle.